# Département de Magta-Lahjar

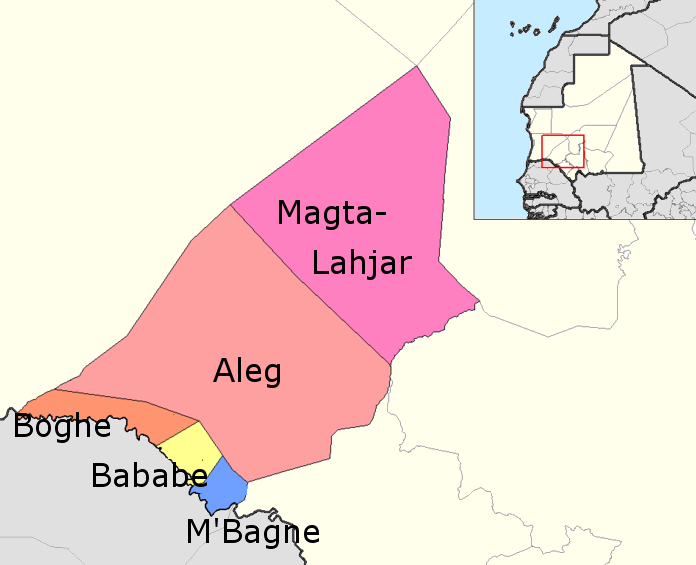
Les départements du Brakna : Magta-Lahjar au nord

Le département de Magta-Lahjar est l'un des cinq départements (appelés officiellement Moughataa) de la région de Brakna en Mauritanie.

## Liste des communes du département
Le département de Magta-Lahjar est constitué de quatre communes :
- Djonaba
- Magta-Lahjar
- Ouad Emour
- Sangrave

En 2000, l'ensemble de la population du département de Magta-Lahjar regroupe un total de 47 288 habitants (22 338 hommes et 24 950 femmes).